# Ramón María del Valle-Inclán

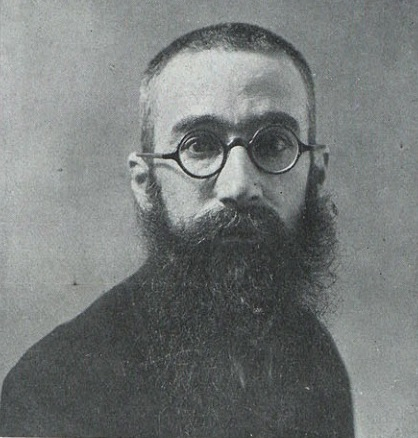
Ramón María del Valle-Inclán um etwa 1911 in einer Aufnahme von Pau Audouard

Ramón María del Valle-Inclán (* 28. Oktober 1866 in Vilanova de Arousa, Galicien; † 5. Januar 1936 in Santiago de Compostela) war ein spanischer Dramatiker, Romancier und Journalist und gehörte zur Generación del 98. Er gilt als Erfinder der literarischen Gattung des „Esperpento“, ein dramatisches Genre bizarr-bösartiger Schockstücke.

## Leben
Valle-Inclán begann ein Studium der Rechtswissenschaft, das er jedoch nicht abschloss. Nach journalistischer Tätigkeit in Madrid, ließ er sich in Mexiko nieder, wo er seine Arbeit als Journalist mit der Aneignung des Modernismo verband.  Nach Madrid zurückgekehrt, machte er sich unter den dortigen Kulturschaffenden für dessen Verbreitung stark. Mit Miguel de Unamuno beteiligte er sich an der Opposition gegen die rechtsgerichtete Diktatur von Miguel Primo de Rivera in Spanien. Ideologisch entwickelte er sich vom Konservatismus während seiner Jugend zu linken und progressiven Positionen, insbesondere nach dem Ersten Weltkrieg. Infolge einer Schlägerei mit dem Schriftsteller Manuel Bueno Bengoechea verlor er seinen linken Arm.

## Bedeutung

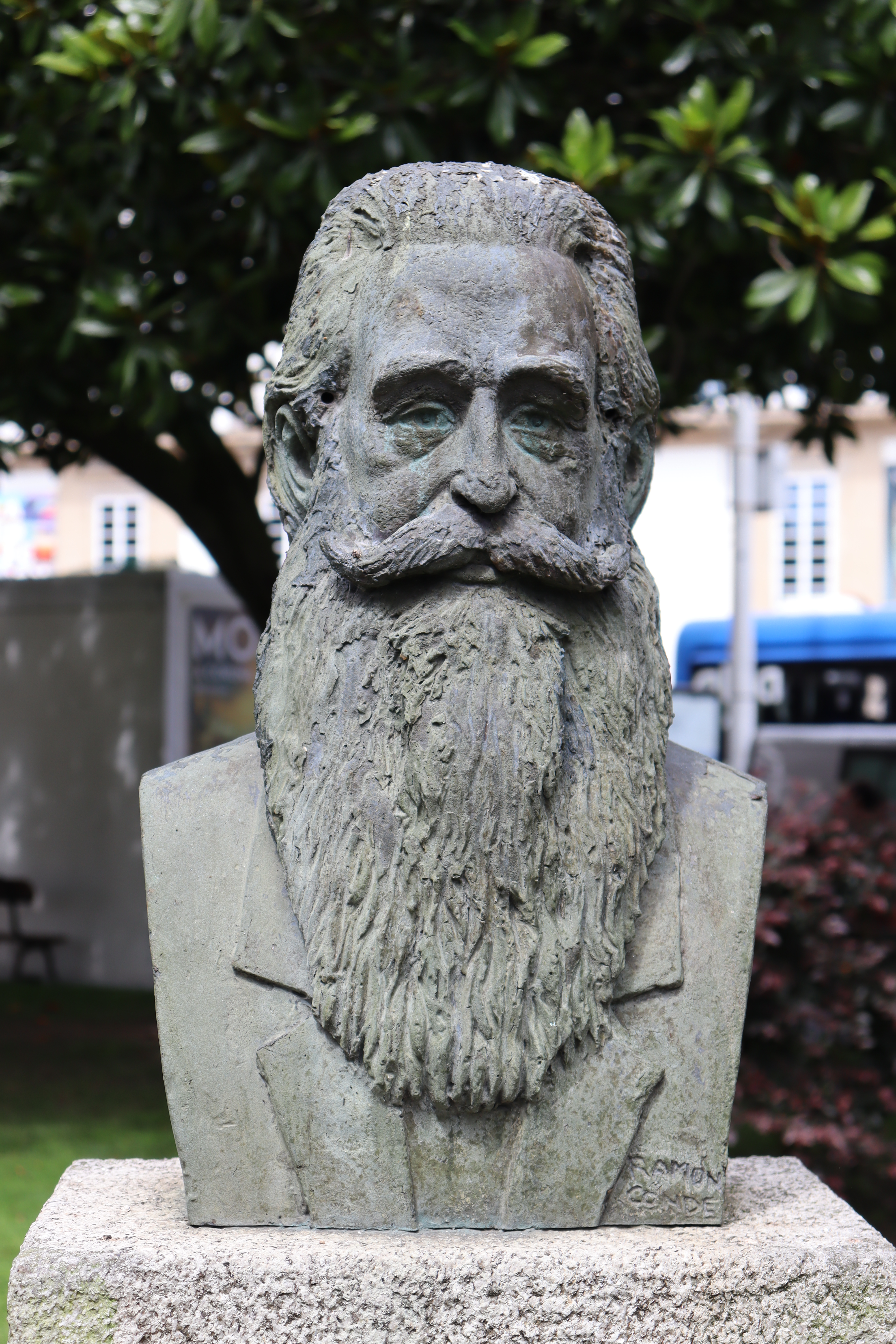
Büste von Valle-Inclán in La Coruña

Valle-Inclán wird als einer der bedeutendsten und sicherlich als der radikalste unter den Dramatikern angesehen, die im frühen 20. Jahrhundert die Subversion gegen den im spanischen Theaterestablishment herrschenden Traditionalismus vorantrieben. Besondere Bedeutung kommt seinem dramatischen Werk auch durch den Einfluss zu, den es auf nachfolgende Schriftstellergenerationen hatte.
Valle-Incláns Werke (z. B. Wunderworte und Glanz der Bohème) attackieren, was er als die Heuchelei, das Moralisieren und die Sentimentalität der bourgeoisen Dramatiker ansah, und zeichnen ein satirisch-düsteres Bild von den Denk- und Lebensweisen der herrschenden Klasse. Er nimmt insbesondere Konzepte wie die männliche Ehre, den Militarismus, den Patriotismus und die Ehrerbietung gegenüber der Krone und der katholischen Kirche aufs Korn. Er porträtierte auch politische Figuren der spanischen Vergangenheit auf respektlose Weise und verwendete eine obszöne Sprache und vulgäre Bilder, um Theatralik und Euphemismen anzugreifen.
Valle-Incláns Stücke waren nicht nur politisch subversiv, sondern erforderten oft auch intensive Proben und eine Bühnentechnik, die weit über die Fähigkeiten der kommerziellen Theatergruppen hinausgingen. Es gab komplexe, schwer zu realisierende Spezialeffekte und rasche, oft drastische Wechsel des Bühnenbilds.
Valle-Inclán schrieb auch bedeutende Romane, darunter Tirano Banderas, der den südamerikanischen Diktatorenroman (z. B. Yo el supremo, dt. Ich, der Allmächtige von Augusto Roa Bastos) stark beeinflusste.

## Werke in deutscher Übersetzung

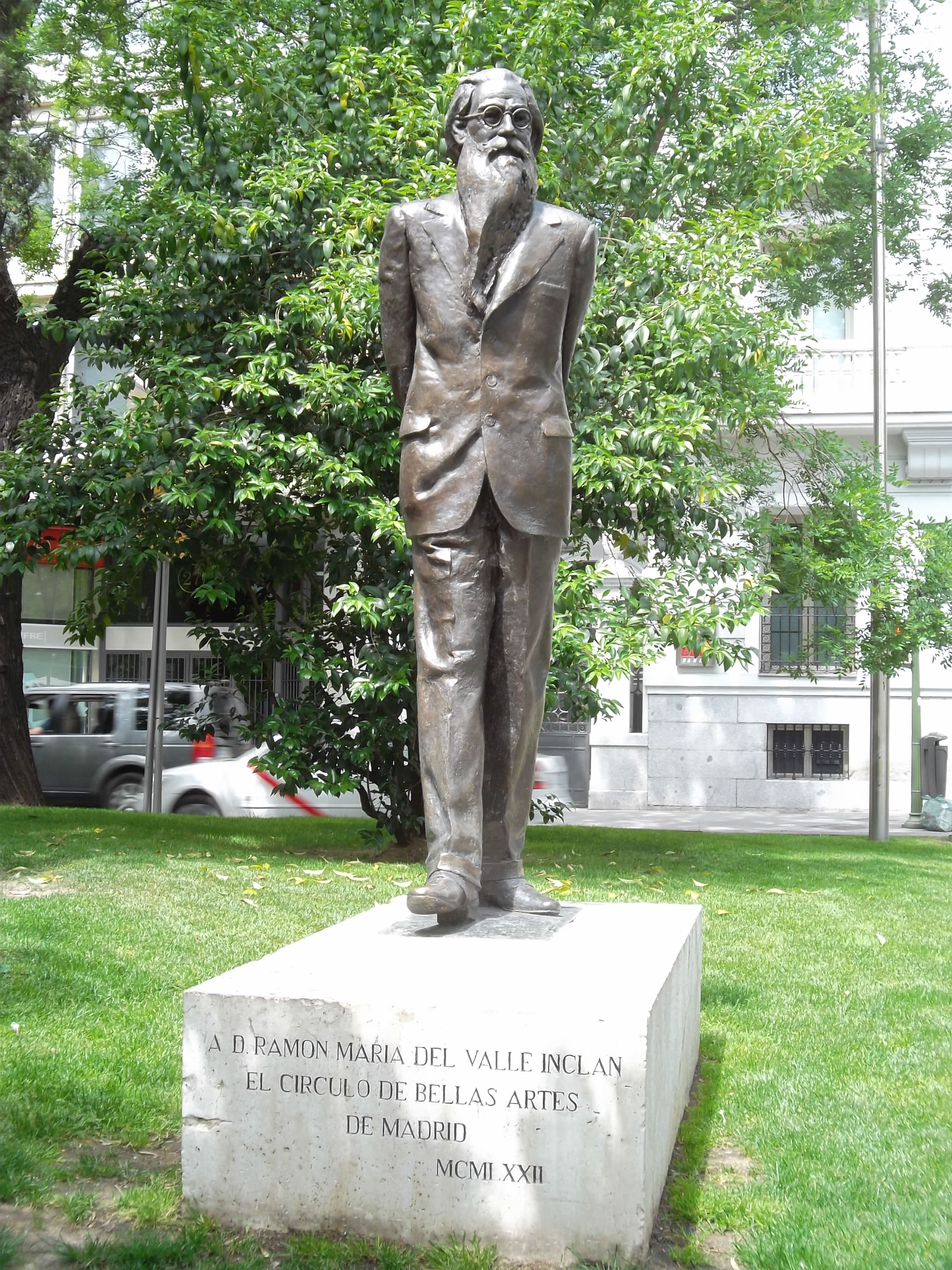
Statue von Valle-Inclán am Paseo de Recoletos in Madrid

### Dramen
- Wunderworte. Glanz der Bohème. Zwei Theaterstücke. Übersetzt von Fritz Vogelgsang. Klett-Cotta, 1983, ISBN 3-608-95080-X
- Karneval der Krieger. Drei Schauerpossen: Der Staatsrock des Verblichenen. Die Hörner von Leutnant Firlefanz. Die Hauptmannstochter. Übersetzt von Fritz Vogelgsang. Klett-Cotta, 1982, ISBN 3-608-95003-6
- Barbarische Komödien: Silbergesicht. Wappenadler. Wolfsballade. Übersetzt von Fritz Vogelgsang. Klett-Cotta, 1984, ISBN 3-608-95190-3

### Prosa
- Tyrann Banderas. Roman des tropischen Amerika. Übersetzt von Anton M. Rothbauer. Goverts, Stuttgart 1961
- Frühlingssonate. Memoiren des Marquès de Bradomín. Übersetzt von Anneliese Botond. Bibliothek Suhrkamp, 1980, ISBN 3-518-01668-7
- Der Karlistenkrieg. Roman-Trilogie: Die Kreuzfahrer des Königs. Im Flammenschein. Gerfalken aus der Vorzeit. Übersetzt von Fritz Vogelgsang. Klett-Cotta, 1981, ISBN 3-12-901981-2
- Adega. Eine tausendjährige Historie. Übersetzt von Fritz Vogelgsang. Klett-Cotta, 1986, ISBN 3-608-95191-1